# Hemocyanin

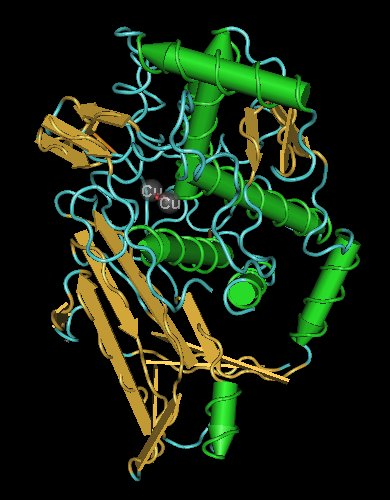
Modell av en bläckfisks syresatta hemocyanin.

Hemocyaniner är en grupp proteiner som hos vissa djur står för syrgastransporten i blodet. Det aktiva ämnet är två kopparatomer som kan binda en syrgasmolekyl. Syresatt hemocyanin får en blå färg, medan icke syresatt är transparent. Hemocyanin är inte bundet till blodkroppar, utan förekommer direkt i hemolymfan.
Hemocyaniner är syrebärare i de flesta blötdjur samt vissa leddjur. Det är det näst hemoglobin vanligaste syretransportämnet i naturen.